# Dara Guilatag
Dara Guilatag est un village de la région de Zangilan en Azerbaïdjan.

## Histoire
En 1993-2020, Dara Guilatag était sous le contrôle des forces armées arméniennes. Le 2 novembre 2020, le village de Dara Guilatag a été restitué sous le contrôle de l'Azerbaïdjan.